# 博茹瓦尔球场
博茹瓦尔球場是位於法國南特的一座體育場，位于博茹瓦尔区，可容納38,285人，目前是南特足球會主場，球場後更名為博茹瓦尔-路易·丰特诺球場（Stade de la Beaujoire- Louis Fonteneau），這是為了紀念1969年-1986年期間南特足球會的主席路易·丰特诺。

## 历史
博茹瓦尔球場於1984年5月8日開放，並且曾是1984年歐洲國家盃及1998年法國世界盃比賽場館之一，球場原可容納52,923人，為了世界盃而改建成全座位體育場，目前球場可容納38,285人。博茹瓦尔球場還舉辦過國際橄欖球比賽，包括2007年世界盃橄欖球賽以及法國橄欖球職業比賽等。球場也提供音樂界人士舉辦音樂會。球场在2024年巴黎奥运会作为足球比赛场馆之一。

## 1998年世界盃足球賽
博茹瓦尔球場在1998年世界盃足球賽曾舉辦過以下賽事
| 日期          | 隊伍 #1 | 比分 | 隊伍 #2  | 級別      |
| ------------- | ------- | ---- | -------- | --------- |
| 1998年6月13日 | 西班牙  | 2-3  | 奈及利亞 | 小組賽D組 |
| 1998年6月16日 | 巴西    | 3-0  | 摩洛哥   | 小組賽A組 |
| 1998年6月20日 | 日本    | 0-1  |          | 小組賽H組 |
| 1998年6月23日 | 智利    | 1-1  | 喀麦隆   | 小組賽B組 |
| 1998年6月25日 | 美国    | 0-1  | 南斯拉夫 | 小組賽F組 |
| 1998年7月3日  | 巴西    | 3-2  | 丹麦     | 半準決賽  |

## 外部連結
- （法文） Le stade de la Beaujoire sur le site du Football Club de Nantes